# Leptodesmus oltramarei
Leptodesmus oltramarei är en mångfotingart som beskrevs av Carl 1902. Leptodesmus oltramarei ingår i släktet Leptodesmus och familjen Chelodesmidae. Inga underarter finns listade i Catalogue of Life.